# Alexander Lieven
Alexander Lieven (geb. Alexander Pawlowitsch Lieven; * 13. September 1919 in Rostock; † 30. März 1988 in Pebmarsh, Essex) war ein britischer Journalist und Geheimdienstmitarbeiter deutschbaltischer Herkunft.

## Leben
Sein Vater war Paul Johann von Lieven, seine Mutter Natalie Therese, geb. Baronin von Taube.
Lieven arbeitete für das MI6 und für die BBC.
1960 kam er zur BBC als „Russian Programme Organiser“. Von 1964 bis 1969 war er Stellvertreter von Maurice Latey, dem Chefkommentator der BBC External Services. Zusammen überwachten sie den russischen, rumänischen, bulgarischen und jugoslawischen Bereich. Am 14. Oktober 1972 wurde er „Controller“ des BBC European Service.
Er wurde auf dem Londoner Gunnersbury Cemetery bestattet.

## Familie
Lieven war verheiratet mit Veronica Eileen Mary Monahan (1917–1979) und Joanne Edgecumbe-Rendle (* 1921). Er hatte fünf Kinder, u. a.:
- Elena Lieven (* 18. August 1947), Psychologin
- Dominic Lieven (* 19. Januar 1952), Osteuropahistoriker
- Anatol Lieven (* 28. Juni 1960), Politikwissenschaftler
- Nathalie Lieven (* 20. Mai 1964), Juristin